# Tajik League 2008
De Tajik League 2008 is het zeventiende seizoen van het voetbalkampioenschap van Tadzjikistan (Ligai olii Toçikiston).
Het hoogste niveau bestaat uit elf voetbalclubs en er wordt gevoetbald van het voorjaar tot en met het najaar. Titelhouder van vorige seizoen is Regar-TadAZ Tursunzoda.

## Stand
| Pos | Team                       | Wed | W  | G  | V  | Ptn | DV  | DT  | +/− |
| --- | -------------------------- | --- | -- | -- | -- | --- | --- | --- | --- |
| 1   | Regar-TadAZ (C)            | 40  | 32 | 5  | 3  | 101 | 129 | 36  | +93 |
| 2   | Parvoz Bobojon Ghafurov    | 40  | 28 | 6  | 6  | 90  | 89  | 29  | +60 |
| 3   | Khujand                    | 40  | 28 | 4  | 8  | 88  | 71  | 33  | +38 |
| 4   | Vakhsh Qurghonteppa        | 40  | 21 | 3  | 16 | 66  | 59  | 46  | +13 |
| 5   | Energetik Dushanbe         | 40  | 20 | 5  | 15 | 65  | 73  | 49  | +24 |
| 6   | Dynamo Dushanbe            | 40  | 16 | 11 | 13 | 59  | 56  | 50  | +6  |
| 7   | Tajik Telecom Qurghonteppa | 40  | 18 | 2  | 20 | 56  | 67  | 68  | −1  |
| 8   | Saroykamar Panj            | 40  | 8  | 5  | 27 | 29  | 43  | 91  | −48 |
| 9   | Guardia Dushanbe           | 40  | 7  | 7  | 26 | 28  | 34  | 82  | −48 |
| 10  | Ravshan Kulob              | 40  | 7  | 6  | 27 | 27  | 43  | 103 | −60 |
| 11  | CSKA Pamir Dushanbe        | 40  | 7  | 2  | 31 | 23  | 21  | 98  | −77 |

## Topscores
| Rank | Spelers          | Club                    | Doelpunten |
| ---- | ---------------- | ----------------------- | ---------- |
| 1    | Numonjon Hakimov | Parvoz Bobojon Ghafurov | 30         |

1992 · 1993 · 1994 · 1995 · 1996 · 1997 · 1998 · 1999 · 2000 · 2001 · 2002 · 2003 · 2004 · 2005 · 2006 · 2007 · 2008 · 2009 · 2010 · 2011 · 2012 · 2013 · 2014 · 2015 · 2016 · 2017 · 2018 · 2019 · 2020 · 2021 · 2022 · 2023 · 2024 · 2025
Chatlon · 
Choedzjand ·
CSKA Pomir · 
Doesjanbe-83 · 
Fajzdjand · 
Istaravshan · 
Istiklol · 
Koektosj Rudaki · 
Lokomotiv Pomir · 
Regar-TadAZ